# Svetlorétxnoie
Svetlorétxnoie (en rus: Светлоречное) és un poble de l'óblast de Rostov, a Rússia, segons el cens rus del 2010 tenia 600 habitants. Pertany al districte de Zernograd.